# Athenagoras Ziliaskopoulos
Christos-Athenagoras Ziliaskopoulos (griechisch Αθηναγόρας Ζηλιασκόπουλος; * 24. Oktober 1970 in Reutlingen) ist ein Archimandrit des Ökumenischen Patriarchats. Von 1997 bis 2017 war er Pfarrer der Griechisch-orthodoxen Metropolie von Deutschland. 2017 übersiedelte er zunächst als Dekan der orthodoxen Theologischen Akademie und Leiter des Erzbistums nach Toronto, 2019, der Einladung des Erzbischofs Elpidoforos folgend, in die USA.

## Leben
In Reutlingen geboren. Seine Eltern stammen aus dem Dorf Thourio (Θούριο) der Gemeinde Orestiada, zwischen Ost-Makedonien und Thrakien gelegen, ca. 4 km vom Fluss Evros entfernt, der die Grenze zur Türkei markiert.
Er hat seine Kindheit in einem multikulturellen-interreligiösen Hof eines kleinen schwäbischen Dorfes verbracht. Er studierte Deutsch als Fremdsprache und Theologie an der Aristoteles-Universität Thessaloniki und Germanistik, Religionswissenschaften und Pädagogik an der JWG Universität Frankfurt. Seit 2004 Master of Theology der Aristoteles-Universität und seit 2005 Forschung im Bereich Dogmatik-Ökumenische Theologie zum Thema „Stellungnahmen der EKD zu den päpstlichen Enzykliken nach 1965. Beziehungen der EKD zur Römisch-Katholischen Kirche nach Vatikanum II“ an derselben Universität Frankfurt. Er hat u. a. als Pädagoge im Evangelischen Kinderhort Hausen, als Lehrer im griechischen Lyzeum Wiesbaden und als Lehrbeauftragte an der FH-Darmstadt/Fachbereich Sozial- und Kulturwissenschaften gearbeitet.
Am 20. Juli 1997 zum Diakon und am 16. Mai 1998 durch Metropolit Augoustinos von Deutschland zum Priester geweiht, erhielt er vom Ökumenischen Patriarchen und Erzbischof von Konstantinopel Bartholomaios I. am 24. Oktober 2000 den Titel des Archimandriten des Ökumenischen Patriarchats. Als Diakon diente er der Prophet-Elias-Gemeinde in Frankfurt-Bockenheim und als Pfarrer der Hl. Nektarios Gemeinde in Neuss (1998–1999) und der Salvatorkirche in München (1999–2004). Ab dem 26. Juli 2004 diente er der Prophet-Elias-Gemeinde in Frankfurt bis zu seiner Übersiedlung im Jahr 2017. Parallel zu den Gemeindepflichten ist er bischöflicher Vikar (Stellvertreter des Bischofs) für Hessen und Rheinland-Pfalz. Zwischen 2007 und 2017 war er Flughafenseelsorger (Orthodoxe Kapelle am Flughafen Frankfurt) und von 2009 bis 2017 Studentenbeauftragter der Orthodoxen Bischofskonferenz Deutschlands. 2008 wurde er zum stellvertretenden Vorsitzenden der Arbeitsgemeinschaft Christlicher Kirchen in Deutschland (ACK) in Frankfurt am Main gewählt. Im Auftrag der Synode des Ökumenischen Patriarchats nahm er als Delegierter an den, von der KEK organisierten, Dialog der GEKE (Gemeinschaft Evangelischer Kirchen Europas-Leuenberger Konkordie) mit den Orthodoxen Kirchen und an der EEA3 (3. Europäische Ökumenische Versammlung) in Sibiu teil. Von 2009 bis 2012 war er Vorsitzender des Rats der Religionen Frankfurt.
Zwischen 2011 und 2017 war er auch Mitglied des bundesweiten Ökumenischen Vorbereitungsausschusses für die Interkulturellen Wochen, Mitglied im Vorstand des Internationalen Konvents Christlicher Gemeinden anderer Muttersprache in Frankfurt, Mitglied des Organisationskomitee der Christlich-Islamischen Woche Frankfurt und Mitglied des Christlich-Islamischen Dialogs Frankfurt.
Seit 2017 lebt und lehrt Pater Athenagoras in Kanada und seit 2019 in den USA.

## Schriften
- Wer hat das Sagen? Amt, Anspruch und Wirklichkeit. Der Dienst in der Kirche aus orthodoxer Sicht. GRIN, München 2013.
- The attitude of the Evangelikal Church in Germany (EKD) towards the Papa Encyclicals after the year 1965. Ist relations with the Roman Catholic Church after the Second Vatican Council. GRIN, München 2013
- EKD and the roman-catholic Church - Relations and progress. GRIN, München 2013
- «Fremde Heimat» - Predigt zur Eröffnung der Interkulturelle Woche, Frankfurt am Main 2008. GRIN, München 2013.
- Erleuchtung und Theosis. Tulku und Gerontes. Ein religionswissenschaftlicher Vergleich zwischen Buddhismus und orthodoxem Christentum. 2012.
- „Frankfurt ist meine Wahlheimat“. Interview mit Athenagoras Ziliaskopoulos. In: Antje Schrupp (Hrsg.): Frankfurter Antworten auf die Gretchenfrage Evangelischer Regionalverband Frankfurt am Main-Schriftenreihe 34, Eine Publikation der Zeitung „Evangelisches Frankfurt“, Frankfurt am Main 2012, S. 6–10.
- Die Institutionalisierung des Islam in Deutschland am Beispiel der Deutschen Islamkonferenz. GRIN, München 2012.
- Immigration, society and religion in Germany: The „Interfaith Council“ in Frankfurt/Main. GRIN, München 2012.
- Pastoraler Dienst der Orthodoxen Kirche. Krankenhaus-Seelsorge in Deutschland. GRIN, München 2012.
- Koranexegese zwischen Tradition und Moderne. Der Beitrag von Fazlur Rahman Malik in der modernen Koranexegese. GRIN, München 2012.
- Das Zukunftsfundament aber wird fehlen. In: Interkulturelle Woche 2012. Ökumenischer Vorbereitungsausschuss zur Interkulturellen Woche, Frankfurt am Main 2012, S. 56–57.
- Η στάση της Ευαγγελικής Εκκλησίας της Γερμανίας (EKD) στις εγκυκλίους του πάπα μετά το 1965. Οι σχέσεις με τη Ρωμαιοκαθολική Εκκλησία μετά τη Β΄ Βατικάνεια Σύνοδο. Αριστοτέλειο Πανεπιστήμιο, Thessaloniki 2012.
- Von der Freiheit eines Christenmenschen. Kanzelrede vom 3. April 2011. In: Von der Freiheit des Christen. Wittenberger Kanzelreden 2011 zu ausgewählten Texten des Alten und Neuen Testaments. Wittenberg 2011, S. 16–24.
- Οι παπικές εγκύκλιοι μετά τη Β΄Σύνοδο του Βατικανού (1965). Αριστοτέλειο Πανεπιστήμιο, Thessaloniki 2006.